# رونالد فرازير
رونالد فرازير (بالإنجليزية: Ronald Fraser)‏ هو مؤلف ومؤرخ بريطاني، ولد في 9 ديسمبر 1930 في هامبورغ في ألمانيا، وتوفي في 10 فبراير 2012 في بلنسية في إسبانيا.